# Rhagastis castor
Espèce
Rhagastis castor est une espèce d'insectes lépidoptères de la famille des Sphingidae, sous-famille des Macroglossinae, tribu des Macroglossini, sous-tribu des Choerocampina et du genre Rhagastis .

## Description
L' envergure varie de 53 à 84 mm. L'espèce ressemble à Rhagastis acuta et Rhagastis velata mais de plus grande taille. Les ailes antérieures et postérieures sont plus allongées. Elle se distingue par la particularité de la connexion sombre entre la bande marginale et la zone basale sur le dessous de l'aile antérieure et les bandes dorées abdominales bien développées. La zone marginale inférieure de l'aile antérieure est rattachée à la zone basale par une strie. La troisième ligne postmédiane est marquée par une série de grands points noirs nets. La zone médiane de l'avant et de l'arrière-aile présente un éclat rouge ou rose saumon bien visible.

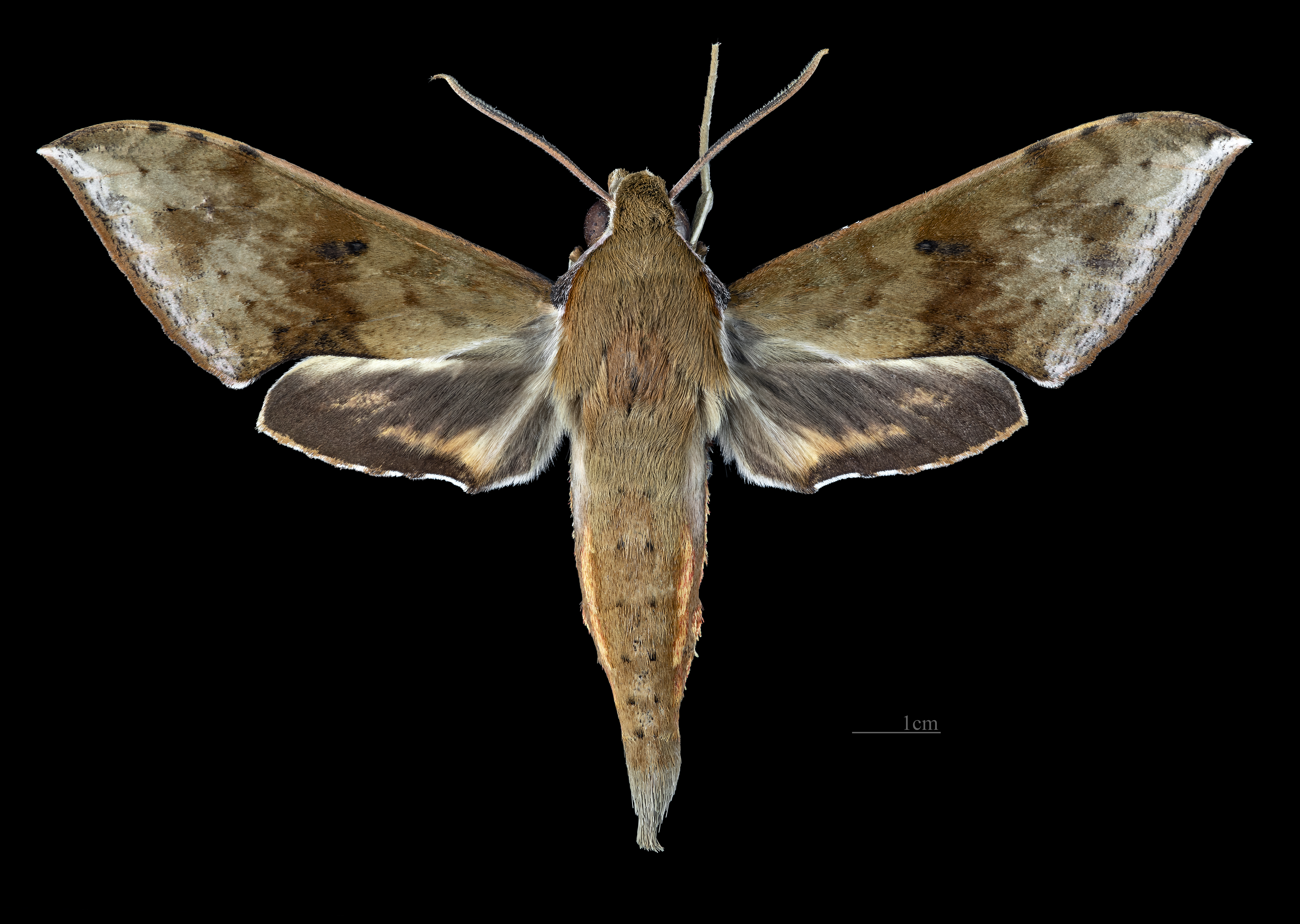
Avers de Rhagastis castor castor (coll.MHNT)
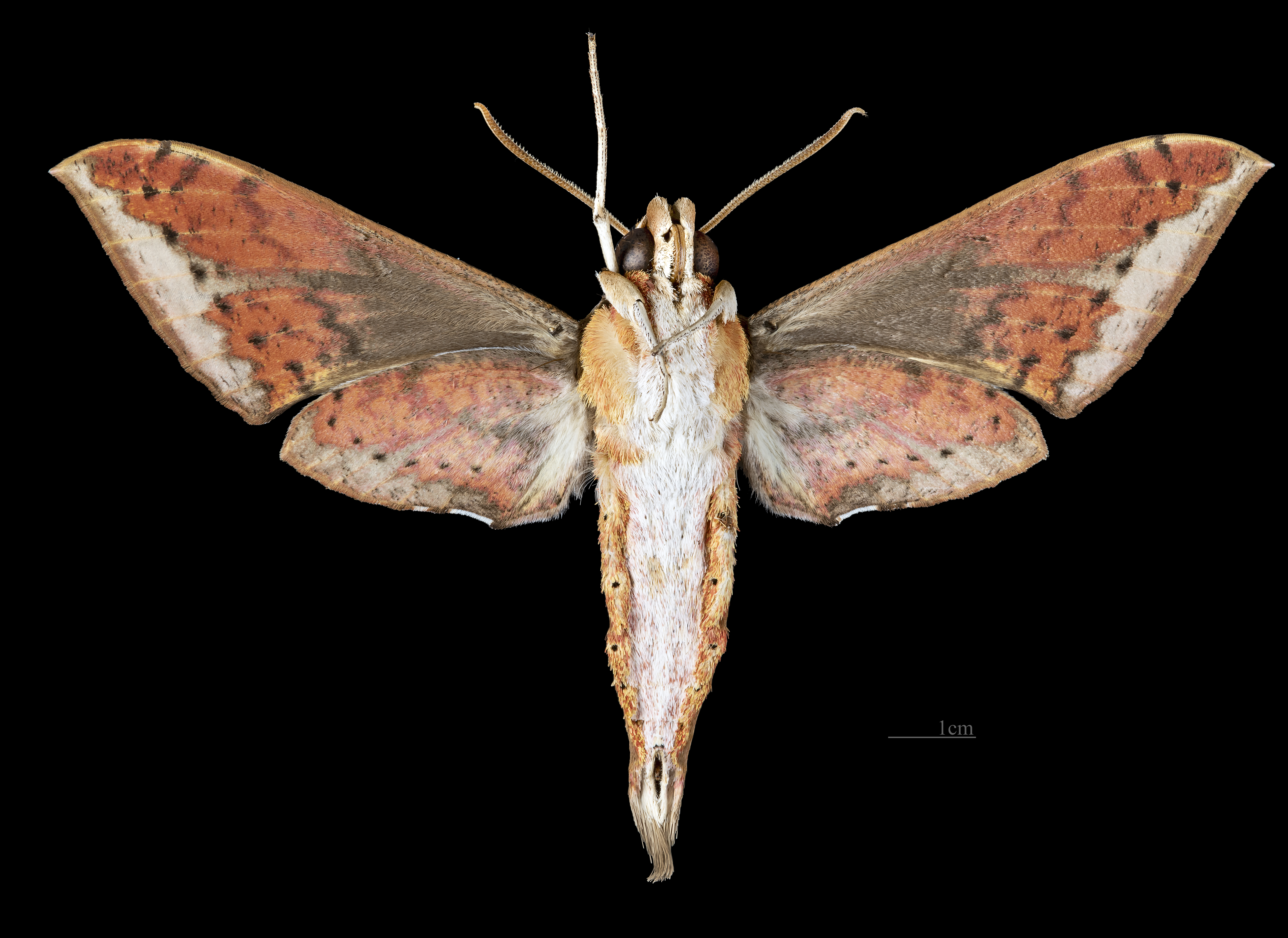
Revers de Rhagastis castor castor (coll.MHNT)

## Répartition et habitat
Répartition
L'espèce est connue au Népal, dans le Nord-Est de l'Inde, en Thaïlande, dans le Sud de la Chine, au Vietnam, à Sumatra, dans l’île de Java ,et à Taïwan .

### Biologie
Les chenilles de la sous-espèce aurifera ont été observées en train de se nourrir des espèces Amorphophallus et Vitis en Inde. Les larves de la sous-espèce formosana se nourrissent des espèces de Saurauia.

## Systématique
- L'espèce Rhagastis castor a été décrite par l'entomologiste britannique Francis Walker en 1856, sous le nom initial de Zonilia acuta[1].

### Synonymie
- Pergesa castor Walker, 1856 protonyme
- Pergesa castor aurifera Butler, 1875
- Rhagastis aurantiacus Rothschild, 1900
- Rhagastis aurifera chinensis Mell, 1922
- Rhagastis aurifera sumatranus Clark, 1924
- Rhagastis javanica Roepke, 1941

### Liste des sous-espèces
- Rhagastis castor castor (Sumatra et Java)
- Rhagastis castor aurifera ( Butler , 1875) (Népal, nord-est de l'Inde, Thaïlande, sud de la Chine et du Vietnam)
- Rhagastis castor formosana Clark , 1925 (Taiwan)
- Rhagastis castor jordani Oberthür, 1904 (Chine méridionale)

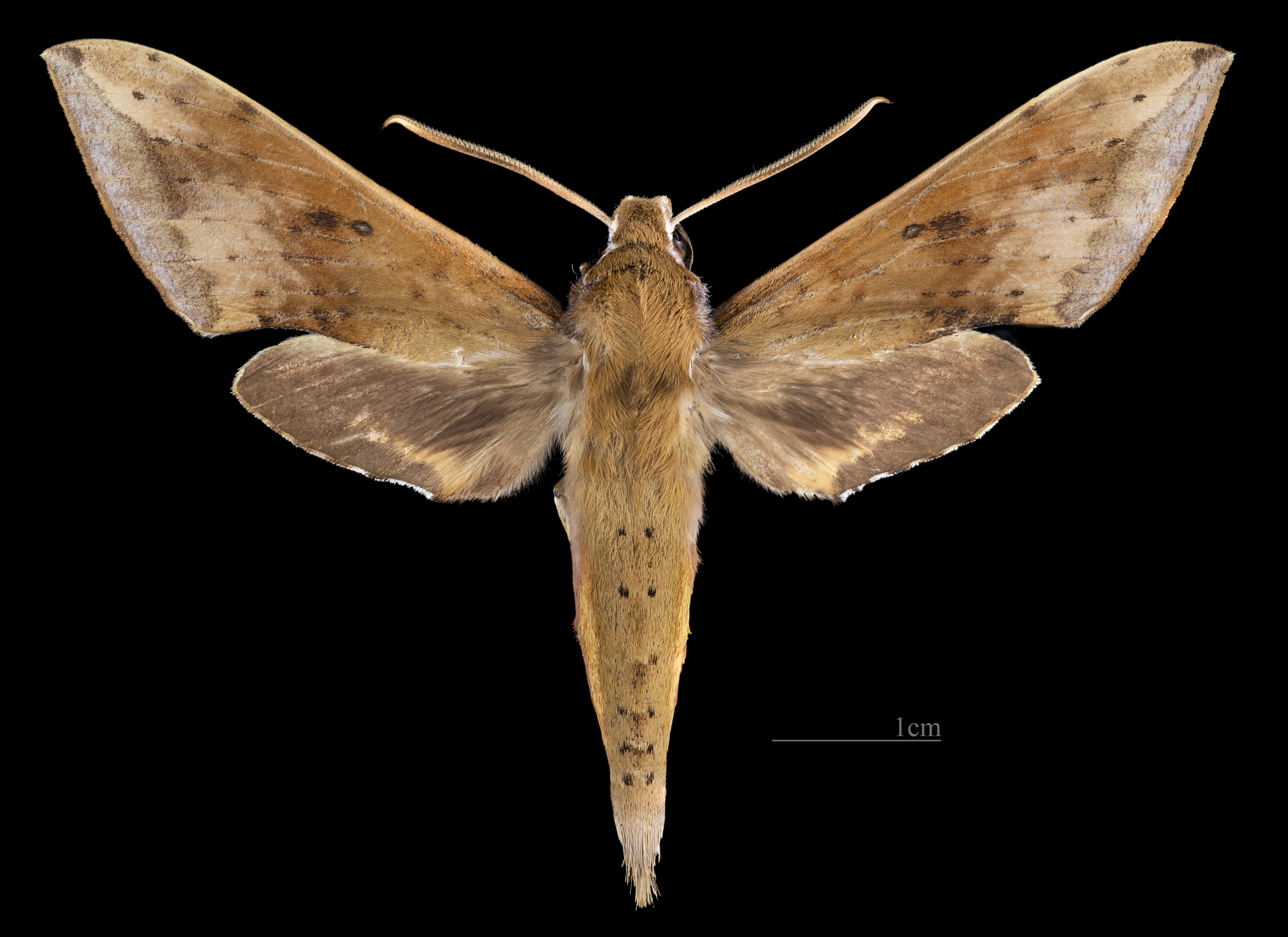
Avers de Rhagastis castor aurifera (coll.MHNT)
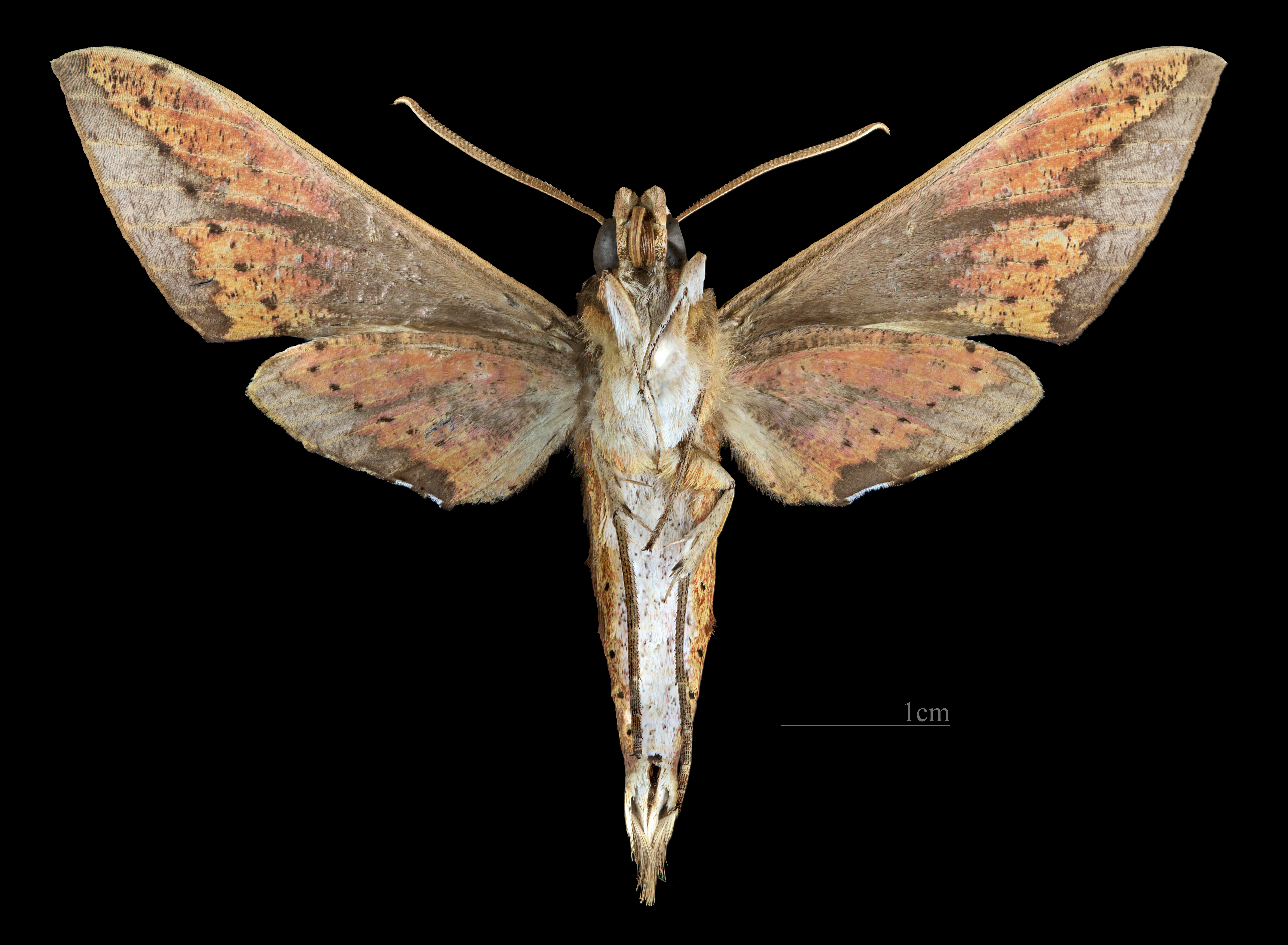
Revers de Rhagastis castor aurifera (coll.MHNT)
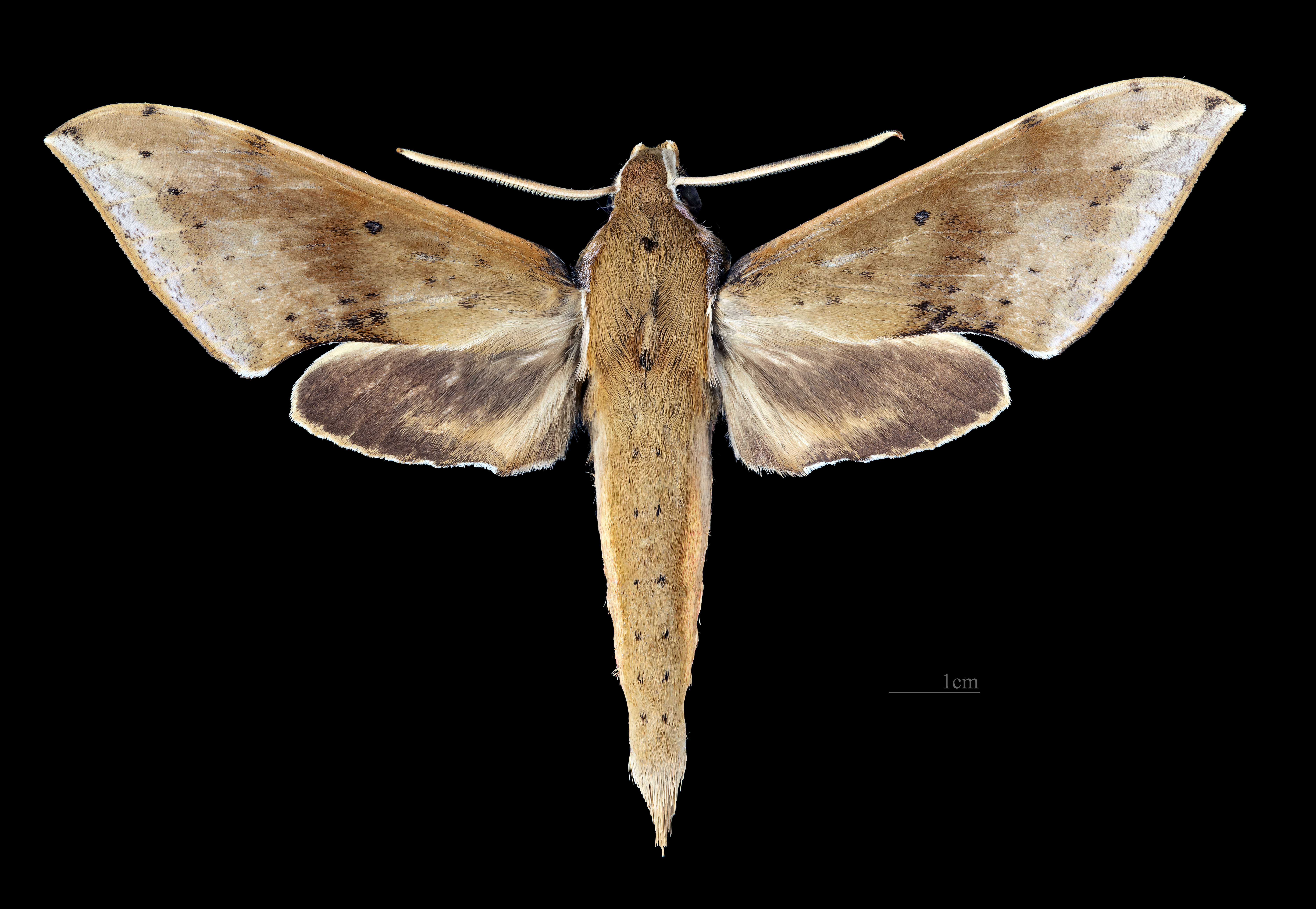
Avers de Rhagastis castor formosana (coll.MHNT)
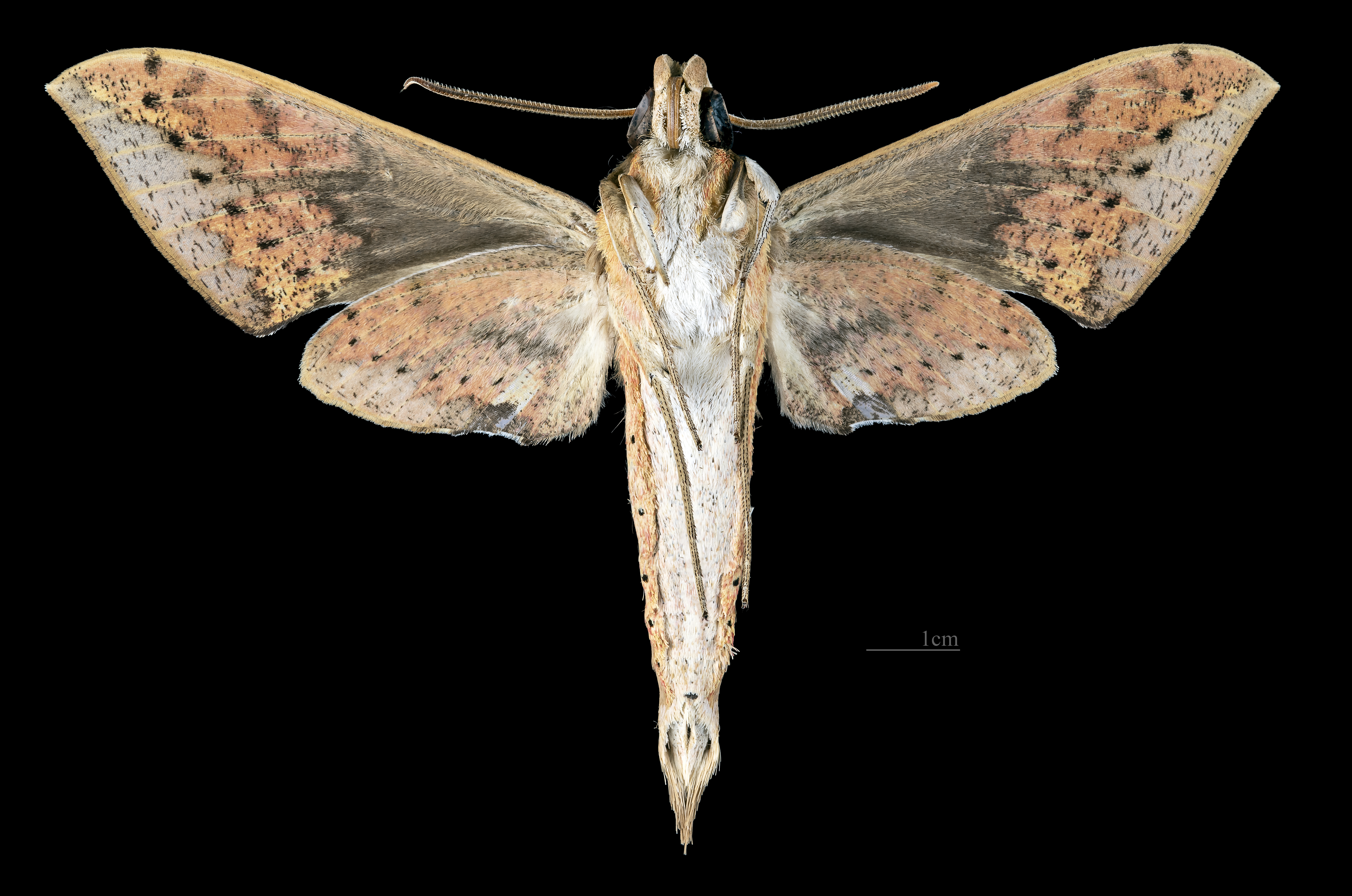
Revers de Rhagastis castor formosana (coll.MHNT)